# 達京
51°31′17″N 24°45′20″E / 51.52139°N 24.75556°E
達京（烏克蘭語：Датинь），是烏克蘭的村落，位於該國西部沃倫州，由科韋利區負責管轄，始建於1564年，面積3.48平方公里，海拔高度159米，2001年人口875，人口密度每平方公里251.44人。